# VAW-111
111ème Escadron de commandement et de contrôle aéroporté
Le Carrier Airborne Early Warning Squadron One One One (CARAEWRON 111 ou VAW-111), connu sous le nom de "Grey Berets", était un escadron de Système de détection et de commandement aéroporté de l'US Navy sur le E-2 Hawkeye. Il a été créé le 20 avril 1967 au Naval Air Station Point Mugu et dissous une première fois en 1976.
Il a été rétabli temporairement le 1er octobre 1986 au 30 avril 1988. 

## Historique
L'escadron a été formé le 20 avril 1967 à partir d'un détachement du VAW-11, pilotant le E-2A Hawkeye. Le VAW-11 ("Early Eleven") avait été créé à partir du VAW-1 de 1948 et redésigné Composite Squadron (VC-11) en 1956.
Pour augmenter l'efficacité et la préparation au combat, l'escadron VAW-11 a été renommé Carrier Airborne Early Warning Wing 11 tandis que ses différents détachements ont été établis en tant qu'escadron VAW individuellement distinct désignés VAW-110, VAW-111, VAW-112, VAW-113, VAW-114, VAW-115 et VAW-116.

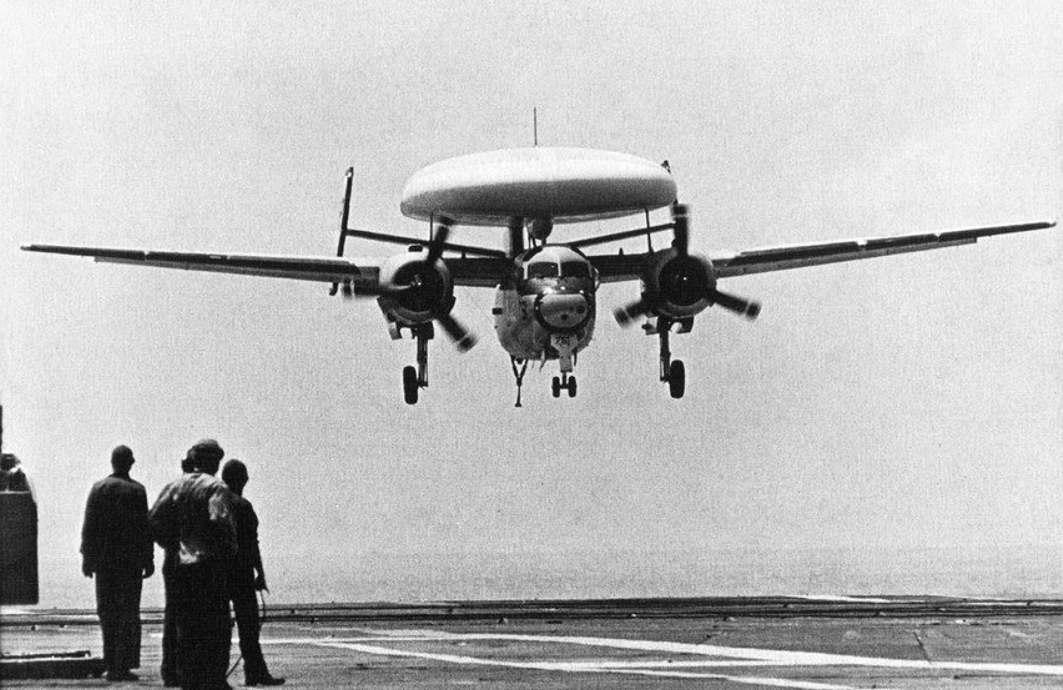
Un Grumman E-1 Tracer du VAW-111 apponte en 1968 sur l'USS Bennington (CVS-20).